# 貝克河 (哈默河支流)
53°13′20″N 8°52′27″E / 53.22222°N 8.87417°E
貝克河（德語：Beek），是德國的河流，位於該國西北部，由下薩克森州負責管轄，屬於哈默河的右支流，河道全長10.9公里，河口處在沃普斯韋德附近。